# Effondrement d'un immeuble de Bombay en 2022
 (juillet 2022).
L'effondrement d'un immeuble de Bombay en 2022 est survenu le 27 juin 2022 lorsqu'un bâtiment s'est partiellement effondré à Kurla, à Bombay, dans le Maharashtra, en Inde. Le bâtiment de quatre étages, vieux de cinquante ans, qui était en mauvais état depuis des années, s'est effondré vers 23 h 30. Au moins 19 personnes ont été tuées et de nombreuses autres blessées.

## Contexte
La structure d'habitation a été construite en 1975 sur un terrain collecteur et abritait à l'origine plus de 40 personnes. Il a d'abord reçu un avis de réparation en 2013, puis en 2016, la Brihanmumbai Municipal Corporation (en) (BMC) a déconnecté l'eau et l'électricité de la structure et leur a demandé de partir. Cette demande a été refusée par les résidents qui ont embauché un auditeur structurel pour soumettre un rapport indiquant que les dommages étaient réparables, et après le rapport, il a été retiré de la liste "bâtiment délabré" et ajouté à la liste "en réparation."

## Effondrement
Dans la nuit du 27 juin, le bâtiment de quatre étages, qui était l'une des quatre ailes des systèmes de coopérative d'habitation de Naiknagar (en), s'est effondré. Les quatre parties du bâtiment avaient été jugées délabrées par le BMC. Un résident a reconnu que tous les résidents savaient que le bâtiment était délabré et que les présidents du BMC leur avaient précédemment demandé de quitter les lieux avant le 30 juin, obligeant beaucoup d'entre eux à rechercher un nouveau logement.

## Enquête
Les propriétaires de l'immeuble Rajni Rathod, Kishor Chavan, Balkrishna Rathod et d'autres personnes ont été arrêtés sous l'inculpation d'homicide coupable ne constituant pas un meurtre et de tentative d'homicide coupable peu après l'effondrement de l'immeuble. Un entrepreneur, nommé Dilip Vishwas, qui hébergeait des ouvriers dans le bâtiment, a également été arrêté.